# Porpidia cinereoatra
Porpidia cinereoatra är en lavart som först beskrevs av Erik Acharius, och fick sitt nu gällande namn av Hertel & Knoph. Porpidia cinereoatra ingår i släktet Porpidia och familjen Lecideaceae.  Arten är reproducerande i Sverige. Inga underarter finns listade i Catalogue of Life.